# Oederemia precisa
Oederemia precisa là một loài bướm đêm trong họ Noctuidae.